# (143685) 2003 SS317
(143685) 2003 SS317 es un objeto transneptuniano, descubierto el 25 de septiembre de 2003 por el equipo de los Observatorios de Mauna Kea desde el Observatorios de Mauna Kea, Hawái, Estados Unidos.

## Designación y nombre
Designado provisionalmente como 2003 SS317.

## Características orbitales
2003 SS317 está situado a una distancia media del Sol de 36,27 ua, pudiendo alejarse hasta 44,69 ua y acercarse hasta 27,85 ua. Su excentricidad es 0,231 y la inclinación orbital 5,914 grados. Emplea 79802,3 días en completar una órbita alrededor del Sol.

## Características físicas
La magnitud absoluta de 2003 SS317 es 8.